# Paelopatides ovalis
Paelopatides ovalis is een zeekomkommer uit de familie Synallactidae.
De wetenschappelijke naam van de soort werd in 1891 gepubliceerd door J.H.T. Walsh.